# Finn Johansen
Finn Johansen (født 30. december 1945) er en tidligere dansk og fodboldspiller.
Finn Johansen var midtbanespiller i Vejle Boldklub, hvor han debuterede 6. marts 1969 mod Ikast og spillede sin afskedskamp 18. september 1977 mod Køge.
Han opnåede 147 kampe og scorede 41 mål. 1971 og 1972 var han med til at vinde Danmarksmesterskabet med VB.